# Les Chevaliers
Les Chevaliers est une série de trois romans de Juliette Benzoni parus en 2002 et 2003 publiée chez Plon, puis en poche aux éditions Pocket.

## Histoire
La trilogie se déroule de 1176 à 1314. Deux fils conducteurs lient les trois romans: d'une part les aventures des descendants fictifs d'une branche bâtarde de la Maison de Courtenay (chaque livre est consacré à l'un d'entre eux) et d'autre part la destinée de l'Ordre du Temple. À travers les yeux de ces personnages, Juliette Benzoni évoque quelques grands évènements historiques, tels les Croisades en Terre sainte ou le Temps des Cathédrales en Europe.

## Romans
- Thibaut ou la Croix perdue (2004)
- Renaud ou la Malédiction (2003)
- Olivier ou les Trésors templiers (2005)